# Travis McConico
Travis McConico (Jacksonville, 25 marzo 1997) è un cestista statunitense.